# Badugi

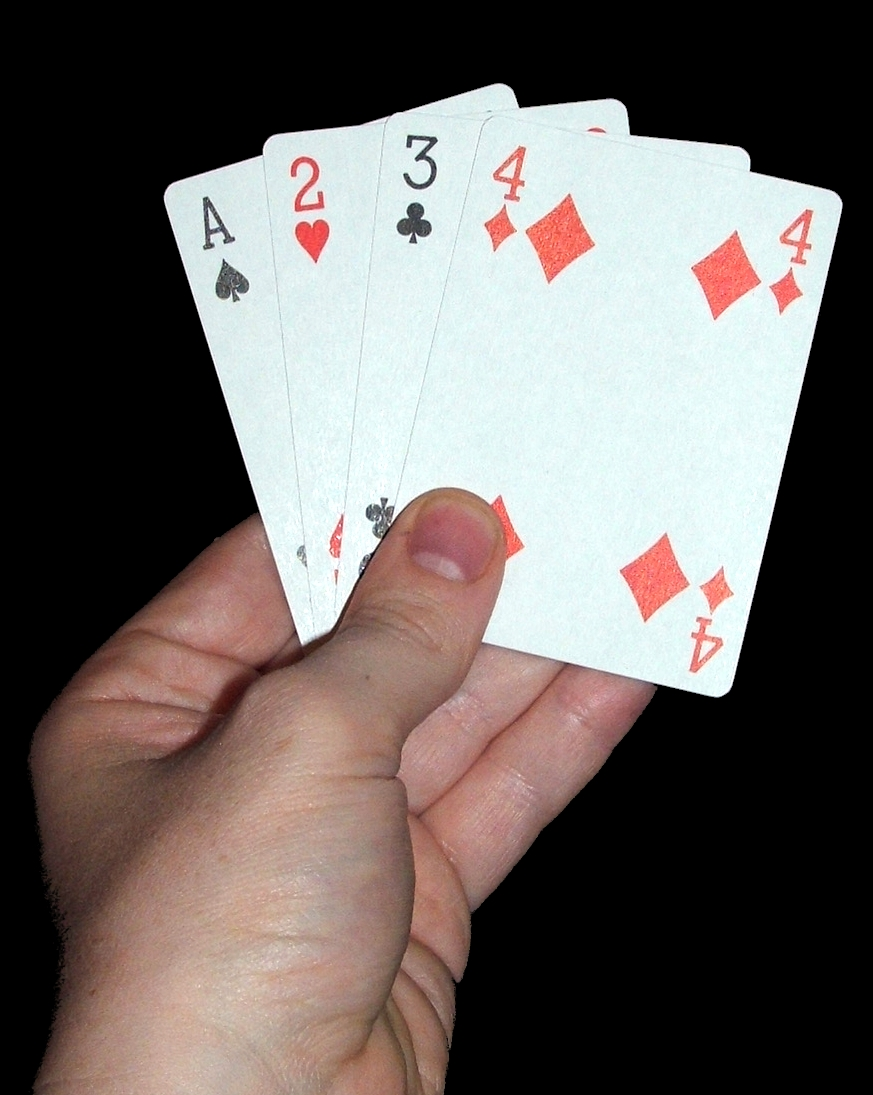
Een optimale hand in Badugi

Badugi is een variant van het pokerspel met een Zuid-Koreaanse afkomst. Het vertoont gelijkenissen met zogenaamde lowball-spellen, waarbij het de bedoeling is een hand te maken met een zo laag mogelijke waarde. Dit in tegenstelling tot reguliere pokervormen, waarin hoger juist beter is. Badugi behoort tot het genre Draw Poker en wordt gespeeld met vier kaarten per speler.

## Spelverloop
- In Badugi krijgt iedere speler bij aanvang vier kaarten die alleen hijzelf kan zien. Aan de hand hiervan bepaalt iedere deelnemer aan een 'hand' of hij deze goed genoeg vindt om te spelen. Zo ja, dan zet hij in, verhoogt hij de inzet van een eerdere inzetter of gaat hij mee met een eerdere inzetter/verhoger (dat wil zeggen, hetzelfde aantal fiches in de pot gooien als de op dat moment hoogste inzetter). Zo niet, dan gooit hij de hand weg.
- Wanneer duidelijk is wie er in de hand blijven, volgt de eerste draw. Hierin mag iedere speler zoveel kaarten weggooien als hij zelf wil (ook nul of alle vier zijn kaarten), waarna hij 'blind' hetzelfde aantal nieuwe krijgt. De bedoeling hiervan is om de waarde van de totale hand omlaag te brengen.
- Na de eerste draw volgt een nieuwe inzetronde. Wanneer een speler denkt een gunstigere hand te hebben dan al zijn overgebleven medespelers (of wil bluffen en doen alsof dit zo is) kan hij nog een keer inzetten, meegaan (callen) of een eerdere inzet verhogen. Wanneer een speler ervan overtuigd is dat iemand anders een gunstigere hand heeft, mag hij zijn kaarten ook weggooien.
- Dit proces wordt herhaald na een eventuele tweede en derde draw, indien er gedurende die tijd minimaal twee spelers om de pot blijven strijden. De tweede en derde draw bieden exact dezelfde mogelijkheden als de eerste.
- Wanneer er na draw drie en de daaropvolgende vierde inzetronde nog twee of meer spelers in de hand zitten, volgt een showdown. Daarin worden de kaarten getoond en wint de speler met de gunstigste combinatie de pot. Een hand eindigt na minder dan drie draws wanneer er in welke inzetronde dan ook maar één speler heeft ingezet en die daarmee de pot wint.

## Handwaardes
Bij een showdown in Badugi wint de speler die de gunstigste combinatie kan maken, waarbij alle vier zijn kaarten meetellen. De bedoeling is om in de eindhand zo veel mogelijk verschillende soorten en zo veel mogelijk verschillende kaartwaardes te hebben. Optimaal is dus één klaveren, één schoppen, één harten en één ruiten zonder een dubbele prent (bijvoorbeeld twee koningen) of dubbel nummer. Wanneer een hand vier soorten bevat én vier verschillende waardes, dan is er sprake van een Badugi. Hoe lager de kaartwaardes daarbij zijn, hoe beter.
Wanneer een hand kaarten bevat die van dezelfde soort (bijvoorbeeld twee ruiten) zijn óf dezelfde waarde hebben (bijvoorbeeld twee zevens), dan is er geen Badugi gemaakt. Wanneer er sprake is van één doublure, dan heeft de speler een three-card, bij twee doublures een two-card en wanneer alle vier de kaarten van dezelfde soort of waarde zijn, is er sprake van een one-card.
- Iedere Badugi, verslaat elke three-card of slechter. Elke three-card verslaat elke two-card of slechter. Elke two-card verslaat elke one-card.
- Wanneer tijdens een showdown twee of meer spelers dezelfde gunstigste combinatie hebben (bijvoorbeeld allebei een Badugi of allebei een three-card, dan wint de speler wiens hoogste kaart de laagste waarde heeft.
  - 4♣ 5♦ 8♥ 9♠ wint bijvoorbeeld van 2♣ 4♦ 7♥ 10♠ (Badugi tegen Badugi)
  - 4♣ 5♣ 8♥ 9♠ wint van 2♣ 4♣ 7♥ 10♠ (three-card tegen three-card)
  - 4♣ 4♦ 8♥ 9♠ wint van 3♣ 3♦ 7♥ 10♠ (een andere vorm van three-card tegen three-card)

De aas geldt in Badugi als laagste kaart. De gunstige hand in het spel is daarom A-2-3-4 waarbij de kaarten van vier verschillende soorten zijn. Een straight bestaat niet in dit spel.

## World Series of Poker
Badugi maakt in 2011 voor het eerst deel uit van de pokervarianten waarin gespeeld wordt op de jaarlijkse World Series of Poker. Tijdens de WSOP 2011 is het een van de tien onderdelen in toernooi 29, $2.500 10-Game Mix Six Handed.